# جون كوتن (كاهن)
جون كوتن (4 ديسمبر 1585 - 23 ديسمبر 1652) رجل دين في إنجلترا والمستعمرات الأمريكية، والكاهن البارز وعالم اللاهوت في مستعمرة خليج ماساتشوستس. درس لمدة خمس سنوات في كلية الثالوث، كامبريدج، وتسع سنوات في كلية إيمانويل، كامبريدج. كان قد كوّن بالفعل سمعة طيبة باعتباره عالمًا وواعظًا بارزًا عندما قبِل منصب كاهن في كنيسة القديس بوتولف، بوسطن في لينكولنشاير، في عام 1612.
بصفته من المذهب التطهيري، أراد التخلص من الاحتفالات والصداري المرتبطة بكنيسة إنجلترا المتكرسة والتبشير بطريقة أبسط. شعر أن الكنيسة الإنجليزية بحاجة إلى إصلاحات كبيرة، لكنه كان مصرًا على عدم الانفصال عنها، وفضل التغيير الداخلي. أبعِد العديد من القساوسة من منابرهم في إنجلترا بسبب ممارساتهم التطهيرية، لكن كوتن نجح في كنيسة القديس بوتولف لما يقرب من 20 عامًا بسبب دعم أعضاء المجلس المحلي وتساهل الأساقفة، بالإضافة إلى سلوكه التصالحي واللطيف. لكن بحلول عام 1632، زادت سلطات الكنيسة الضغط على رجال الدين غير الكفؤين، وأجبِر كوتن على الاختباء. في العام التالي، استقل هو وزوجته سفينة متوجهة إلى إنجلترا الجديدة.
كان كوتن مطلوبًا بشدة بصفته كاهنًا في ماساتشوستس وسرعان ما نُصب قسيسًا ثانيًا لكنيسة بوسطن، حيث شارك في الخدمة مع جون ويلسون. لقد أحدث عددًا من التحولات الدينية في الأشهر الستة الأولى من حياته أكثر مما حدث في العام السابق بأكمله. في بداية فترة ولايته في بوسطن، تورط في إبعاد روجر ويليامز، الذي ألقى باللوم في الكثير من مشكلته على كوتن. بعد فترة وجيزة، تورط كوتن في جدل إسقاط التكاليف في المستعمرة عندما بدأ العديد من أتباع لاهوت «النعمة الحرة» (وأبرزهم آن هاتشينسون) في انتقاد الوزراء الآخرين في المستعمرة. كان يميل إلى دعم أتباعه من خلال الكثير من هذا الجدل، مع اقتراب الختام، أدرك أن العديد منهم يشغلون مناصب لاهوتية خارج التيار الرئيسي للعقيدة التطهيرية، وهو ما لم يتغاضَ عنه.
بعد الجدل، تمكن كوتن من إصلاح الأسوار مع زملائه القساوسة، واستمر في الوعظ في كنيسة بوسطن حتى وفاته. كرّس جزء كبير من جهوده خلال حياته المهنية اللاحقة لحكم كنائس إنجلترا الجديدة، وكان هو الشخص الذي أطلق اسم الأبرشانة على هذا الشكل من الحكم الكنسي. تحدد شكل جديد من أشكال الحكم لكنيسة إنجلترا في أوائل أربعينيات القرن السادس عشر، فقد اكتسب التطهيريون في إنجلترا السلطة عشية الحرب الأهلية الإنجليزية، وكتب كوتن العديد من الرسائل والكتب لدعم «طريق إنجلترا الجديدة». في نهاية المطاف، اعتبِرت المشيخية شكل من أشكال الحكم لكنيسة إنجلترا خلال جمعية وستمنستر في عام 1643، على الرغم من أن كوتن استمر في الانخراط في صراع جدلي مع العديد من المشيخيين البارزين حول هذه القضية.
أصبح كوتن أكثر تحفظًا مع تقدم العمر. حارب الموقف الانفصالي لروجر ويليامز ودعا إلى معاقبة شديدة لأولئك الذين اعتبرهم زنادقة، مثل صموئيل غورتون. كان كوتن باحثًا وكاتبًا متحمسًا للخطابات ومؤلفًا للعديد من الكتب، واعتبِر «المحرك الرئيسي» بين كهنة إنجلترا الجديدة.

## إنجلترا الجديدة
كان كوتن وتوماس هوكر أول كهنة بارزين يأتون إلى إنجلترا الجديدة، وفقًا لكاتب سيرة كوتن لارزر زيف. رُحب بكوتن علنًا عند وصوله في سبتمبر 1633 كواحد من كهنة الكنيسة في بوسطن في مستعمرة خليج ماساتشوستس، بعد أن دعاه حاكم وينثروب شخصيًا إلى المستعمرة. كتب زيف: «شعرت الأغلبية أنه من المناسب أن يكون أكثر الواعظين البارزين في المستعمرة موجودًا في المدينة الرئيسية». أيضًا، استقر العديد من الذين قدموا من بوسطن، لينكولنشاير في بوسطن، ماساتشوستس.
كان مقر الاجتماعات في بوسطن في ثلاثينيات القرن السادس عشر صغيرًا ودون نوافذ بجدران من الطين وسقف من القش -يختلف كثيرًا عن بيئة كوتن السابقة في كنيسة القديس بوتولف الفسيحة والمريحة. لكن بمجرد تأسيسه كنيسته الجديدة، ساهمت حماسته الإنجيلية في الصحوة الدينية، وكان هناك المزيد من التحويلات خلال الأشهر الستة الأولى له في الأبرشية أكثر من العام السابق. عُرف بأنه المفكر الرائد في المستعمرة وهو أول كاهن معروف يبشر بمعتقد الألفية في إنجلترا الجديدة. كما أصبح المتحدث باسم نظام الحكم الكنسي الجديد المعروف باسم الأبرشانين.
شعر الأبرشانيون بشدة أن الأبرشانيات الفردية كانت كنائس حقيقية، بينما انحرفت كنيسة إنجلترا بعيدًا عن تعاليم الكتاب المقدس. وصل الزعيم التطهيري جون وينثروب إلى سِلِم مع أسطول وينثروب في عام 1630، لكن الوزير صموئيل سكيلتون أبلغه أنهم لن يكونوا موضع ترحيب في احتفال عشاء الرب، ولن يعمدوا أطفالهم في كنيسة سكيلتون بسبب ارتباط وينثروب بكنيسة إنجلترا.
شعر كوتن في البداية بالإهانة من هذا العمل وكان قلقًا من أن التطهيريين في سِلِم أصبحوا انفصاليين، وكذلك الحجاج. ومع ذلك، اتفق كوتن في نهاية المطاف مع سكيلتون وخلص إلى أن الكنائس الحقيقية الوحيدة هي الأبرشانيات الفردية المستقلة، وأنه لا وجود لسلطة كنسية عليا مشروعة.

### العلاقة مع روجر ويليامز
في وقت مبكر من فترة ولايته في إنجلترا الجديدة، بدأ روجر ويليامز يلاحظ نشاطه في كنيسة سِلِم. تأسست هذه الكنيسة في عام 1629 وأصبحت بالفعل كنيسة انفصالية بحلول عام 1630، عندما رفضت التواصل مع جون وينثروب وزوجته عند وصولهما إلى ماساتشوستس، كما رفضت تعميد طفل يولد في البحر. وصل ويليامز إلى بوسطن في مايو 1631 وعرض عليه منصب معلم في كنيسة بوسطن، لكنه رفض العرض لأن الكنيسة لم تكن منفصلة بما فيه الكفاية عن كنيسة إنجلترا. حتى أنه رفض أن يصبح عضوًا في كنيسة بوسطن، ولكنه اختير معلمًا في سِلِم بحلول مايو 1631 بعد وفاة فرنسيس هيغينسون.
اشتهر ويليامز بتقواه وعدم كفاءته، على الرغم من أن المؤرخ إيفريت إيمرسون وصفه بأنه «شخصية مشاكسة اختلطت صفاتها الشخصية الرائعة مع اللا أيقونية المزعجة». عاد كاهن بوسطن جون ويلسون إلى إنجلترا لزيارة زوجته في عام 1632، ورفض ويليامز مرة أخرى الدعوة لملء الفراغ أثناء غيابه. كان لويليامز آراء لاهوتية مميزة، واختلف كوتن معه في قضايا الانفصال والتسامح الديني. ذهب ويليامز إلى بليموث لفترة قصيرة لكنه عاد إلى سِلِم، واستدعي ليحل محل وزير سالم صموئيل سكيلتون عند وفاته.
خلال فترة عمله في سِلِم، اعتبر ويليامز أولئك الذين حافظوا على العلاقات مع كنيسة إنجلترا هم «الضالون» ودعا للانفصال عنهم. دعمه القاضي المحلي جون إنديكوت، الذي ذهب إلى حد إزالة الصليب من العلم الإنجليزي باعتباره رمزًا لعبادة الأصنام. نتيجة لذلك، مُنِع إنديكوت من القضاء لمدة عام في مايو 1635، ورفضت محكمة ماساتشوستس التماس سِلِم للحصول على أرض إضافية بعد شهرين لأن ويليامز كان كاهنًا هناك.
سرعان ما نُفي ويليامز من مستعمرة ماساتشوستس، لم يُستشر كوتن بشأن هذه القضية، لكنه مع ذلك كتب إلى ويليامز، مشيرًا إلى أن سبب النفي هو «ميل مذاهب ويليامز إلى الإخلال بسلام الكنيسة والدولة». أراد قضاة ماساتشوستس عودة ويليامز إلى إنجلترا مرة أخرى، ولكن بدلًا من ذلك، هرب بعيدًا إلى البرية، وقضى الشتاء بالقرب من سيكونك، وأسس مزارع بروفيدنس بالقرب من خليج ناراغانسيت في الربيع التالي. في النهاية اعتبر كوتن «المتحدث الرئيسي» لمستعمرة خليج ماساتشوستس و«مصدر مشاكله»، وفقًا لأحد المؤرخين.
ذهب كوتن إلى سِلِم عام 1636 حيث ألقى خطبة على الأبرشانين. لم يكن هدفه تحقيق السلام مع أبناء الرعية فحسب، بل أيضًا إقناعهم بما اعتبره مخاطر العقيدة الانفصالية التي تبناها ويليامز وكثيرون غيره.